# Abel Ruiz
Abel Ruiz Ortega (Almussafes, 28 gennaio 2000) è un calciatore spagnolo, attaccante del Girona.

## Caratteristiche tecniche
Già agli esordi nel calcio giovanile, Ruiz è stato ritenuto uno degli attaccanti più promettenti della propria generazione, trova la sua posizione come punta centrale pur potendo giocare anche come ala destra e ala sinistra. È un attaccante completo, dotato di fisicità, calcia con precisione e potenza, è abile nel saper tirare con entrambi i piedi, oltre a calciare bene di prima intenzione avendo un buon senso del posizionamento, possiede anche un buon dribbling.

## Carriera

### Club
Nato ad Almussafes, Comunità Valenciana, Ruiz inizia la sua carriera nelle giovanili della squadra del suo paese natale, prima di approdare nel 2008 alle giovanili del Valencia. Il 1º luglio 2012 viene acquistato dal Barcellona, che lo aggrega alla formazione Under-17. Nel luglio 2016 entra a far parte della formazione Under-19, con la quale disputa la UEFA Youth League 2016-2017. Il 9 aprile 2017 debutta in Segunda División B con il Barcellona B, nella vittoria esterna (0-2) ottenuta sul campo del Badalona. Con il Barcellona B disputa inoltre i play-off per la promozione in Segunda División, dai quali il club catalano esce vittorioso. Ruiz scende in campo soltanto nel ritorno della finale play-off contro il Racing Santander, sostituendo José Antonio Martínez a 10 minuti dalla fine.

#### Barcellona B
Nella stagione successiva entra a far parte in pianta stabile della rosa del Barcellona B. Colleziona complessivamente 26 presenze in Segunda División, molte delle quali da subentrato, e tre reti, contro Granada, Real Saragozza e Numancia. Tuttavia, nonostante alcune vittorie di rilievo contro Cadice e Sporting Gijón, il Barcellona B conclude il campionato al ventesimo posto, retrocedendo in Segunda División B. Ben diverso è il cammino della formazione Under-19 nella UEFA Youth League 2017-2018: dopo aver concluso la fase a gironi al primo posto il Barcellona porta a casa il trofeo per la seconda volta nella sua storia sconfiggendo il Chelsea nella finale di Nyon (0-3). Ruiz gioca tutti i minuti dell'incontro e mette a segno la terza rete al 92'.
L'annata seguente colleziona 21 presenze nella Segunda División B 2018-2019, condite da 3 reti (contro Olot, Cornellà e Teruel) ed un assist. Il 12 maggio 2019, date alcune assenze, debutta in prima squadra e nella Liga, nella vittoria interna (2-0) contro il Getafe, sostituendo Coutinho a 21 minuti dal termine.
Nell'estate 2019 disputa due amichevoli pre-campionato con la prima squadra, entrambe contro il Napoli; tuttavia non viene promosso in prima squadra, rimanendo quindi a far parte della rosa del Barcellona B anche per la stagione 2019-2020. In campionato colleziona 19 presenze e tre reti. Termina la sua esperienza al Barcellona nel mese di gennaio, dopo aver totalizzato 69 presenze (una in prima squadra) e 9 reti.

#### Braga
Il 31 gennaio 2020 viene ufficialmente ceduto in prestito con obbligo di riscatto fissato a 8 milioni di euro al Braga. Debutta con il club portoghese e nello stesso tempo nelle massime competizioni europee il 20 febbraio, nella sconfitta esterna (3-2) sul campo dei Rangers, incontro valido per l'andata dei sedicesimi di finale dell'Europa League 2019-2020. Partito titolare, realizza all'esordio la rete del momentaneo 0-2. In campionato trova la prima rete il 4 luglio, nel match casalingo vinto per 4-0 contro il Desportivo Aves. Terminata la stagione e scaduto quindi il prestito, il Braga conclude l'acquisto del calciatore.

#### Girona
Il 27 giugno 2024, viene annunciato l'ingaggio a titolo definitivo di Ruiz da parte del Girona, nella Liga, per circa 8,5 milioni di euro, più la cessione di Gabri Martínez come contropartita tecnica al Braga. Il giocatore firma così un contratto quinquennale con il club catalano, valido a partire dal 1º luglio seguente.

### Nazionale
Ha giocato in quasi tutte le nazionali giovanili spagnole: con l'Under-17 ha preso parte agli Europei ottenendo il secondo posto nell'edizione 2016, segna la rete del 2-0 battendo i Paesi Bassi, sigla un gol nel pareggio per 1-1 contro la Serbia, sigla un'altra rete nella vittoria per 4-2 giocando contro l'Italia, il suo ultimo gol lo segna battendo per 2-1 la Germania. Vince l'edizione successiva, quella del 2017, segna un rigore sconfiggendo sia la Turchia per 3-2 che la Francia per 3-1, inoltre è autore di una doppietta vincendo contro l'Italia per 3-1.
Nel mondiale giovanile, nell'edizione del 2017 ottiene l'argento, con un rigore segna la rete del 2-1 battendo la Francia, sigla un gol vincendo per 3-1 contro l'Iran, inoltre mette a segno una doppietta prima battendo per 4-0 il Niger e poi sconfiggendo per 3-1 il Mali. In due anni, con l'Under-17 ha totalizzato 25 reti in 38 presenze, che lo rendono il primatista di reti e presenze di questa nazionale.
Nel giugno 2018, con l'Under-18 partecipa ai XVIII Giochi del Mediterraneo svoltisi a Tarragona: la Spagna si aggiudica il torneo sconfiggendo in finale l'Italia (2-3). Ruiz è assoluto protagonista del match, grazie alla sua tripletta che decide l'incontro. In totale, ai Giochi del Mediterraneo 2018 mette a referto ben 7 reti in soli 4 incontri.
Con l'Under-19 ha invece preso parte nel luglio 2019 all'Europeo. La Spagna vince il suo undicesimo titolo sconfiggendo in finale il Portogallo (0-2). Nella competizione Ruiz segna con un rigore il gol del 2-1 battendo l'Italia nella fase a gironi
L'8 giugno 2021 debutta in nazionale maggiore in amichevole contro la Lituania.
Nel 2023 entra a far parte della rosa dell'Under-21 giocando il campionato europeo di categoria valevole per i giochi di Parigi 2024 ottenendo il secondo posto, Ruiz segna il gol del 1-0 battendo la Croazia, sigla un'altra rete in semifinale sconfiggendo per 5-1 l'Ucraina. Ottenuto l'accesso alle Olimpiadi, la Spagna vince la medaglia d'oro e con la nazionale olimpica Ruiz capitano della squadra essendo uno dei tre "fuoriquota" (nato prima del 01.01.2001) nei quarti di finale segna la rete del 3-0 battendo il Giappone.. Nel torneo della XXXIII Olimpiade gioca cinque delle sei partite della Spagna per un totale di 437 minuti.

## Statistiche

### Presenze e reti nei club
Statistiche aggiornate al 18 maggio 2025.
| Stagione            | Squadra             | Campionato          | Campionato | Campionato | Coppe nazionali | Coppe nazionali | Coppe nazionali | Coppe continentali | Coppe continentali | Coppe continentali | Altre coppe | Altre coppe | Altre coppe | Totale | Totale |
| Stagione            | Squadra             | Comp                | Pres       | Reti       | Comp            | Pres            | Reti            | Comp               | Pres               | Reti               | Comp        | Pres        | Reti        | Pres   | Reti   |
| ------------------- | ------------------- | ------------------- | ---------- | ---------- | --------------- | --------------- | --------------- | ------------------ | ------------------ | ------------------ | ----------- | ----------- | ----------- | ------ | ------ |
| apr.- giu. 2017     | Barcellona B        | SDB                 | 1+1        | 0          | -               | -               | -               | -                  | -                  | -                  | -           | -           | -           | 2      | 0      |
| 2017-2018           | Barcellona B        | SD                  | 26         | 3          | -               | -               | -               | -                  | -                  | -                  | -           | -           | -           | 26     | 3      |
| 2018-2019           | Barcellona B        | SDB                 | 21         | 3          | -               | -               | -               | -                  | -                  | -                  | -           | -           | -           | 21     | 3      |
| mag. 2019           | Barcellona          | PD                  | 1          | 0          | CR              | -               | -               | UCL                | -                  | -                  | SS          | -           | -           | 1      | 0      |
| 2019-gen. 2020      | Barcellona B        | SDB                 | 19         | 3          | -               | -               | -               | -                  | -                  | -                  | -           | -           | -           | 19     | 3      |
| Totale Barcellona B | Totale Barcellona B | Totale Barcellona B | 67+1       | 9          |                 | -               | -               |                    | -                  | -                  |             | -           | -           | 68     | 9      |
| gen.-lug. 2020      | Braga               | PL                  | 6          | 1          | CP+TdL          | -               | -               | UEL                | 2                  | 1                  | -           | -           | -           | 8      | 2      |
| 2020-2021           | Braga               | PL                  | 25         | 3          | CP+TdL          | 7+3             | 7+1             | UEL                | 4                  | 0                  | -           | -           | -           | 39     | 11     |
| 2021-2022           | Braga               | PL                  | 28         | 2          | CP+TdL          | 2+2             | 0+0             | UEL                | 10                 | 3                  | SP          | 1           | 0           | 43     | 5      |
| 2022-2023           | Braga               | PL                  | 34         | 8          | CP+TdL          | 5+4             | 2+1             | UEL+UECL           | 6+2                | 1+0                |             | -           | -           | 51     | 12     |
| 2023-2024           | Braga               | PL                  | 30         | 6          | CP+TdL          | 3+4             | 0+1             | UCL+UEL            | 9+0                | 2+0                |             | -           | -           | 48     | 8      |
| Totale Braga        | Totale Braga        | Totale Braga        | 123        | 20         |                 | 30              | 12              |                    | 34                 | 6                  |             | 1           | 0           | 189    | 38     |
| 2024-2025           | Girona              | PD                  | 23         | 4          | CR              | 1               | 0               | UCL                | 3                  | 0                  |             | -           | -           | 27     | 4      |
| Totale carriera     | Totale carriera     | Totale carriera     | 215        | 33         |                 | 31              | 12              |                    | 37                 | 6                  |             | 1           | 0           | 285    | 51     |

### Cronologia presenze e reti in nazionale
| Cronologia completa delle presenze e delle reti in nazionale ― Spagna | Cronologia completa delle presenze e delle reti in nazionale ― Spagna | Cronologia completa delle presenze e delle reti in nazionale ― Spagna | Cronologia completa delle presenze e delle reti in nazionale ― Spagna | Cronologia completa delle presenze e delle reti in nazionale ― Spagna | Cronologia completa delle presenze e delle reti in nazionale ― Spagna | Cronologia completa delle presenze e delle reti in nazionale ― Spagna | Cronologia completa delle presenze e delle reti in nazionale ― Spagna |
| Data                                                                  | Città                                                                 | In casa                                                               | Risultato                                                             | Ospiti                                                                | Competizione                                                          | Reti                                                                  | Note                                                                  |
| --------------------------------------------------------------------- | --------------------------------------------------------------------- | --------------------------------------------------------------------- | --------------------------------------------------------------------- | --------------------------------------------------------------------- | --------------------------------------------------------------------- | --------------------------------------------------------------------- | --------------------------------------------------------------------- |
| 8-6-2021                                                              | Leganés                                                               | Spagna                                                                | 4 – 0                                                                 | Lituania                                                              | Amichevole                                                            | -                                                                     |                                                                       |
| 5-9-2021                                                              | Badajoz                                                               | Spagna                                                                | 4 – 0                                                                 | Georgia                                                               | Qual. Mondiali 2022                                                   | -                                                                     |                                                                       |
| Totale                                                                |                                                                       | Presenze                                                              | 2                                                                     |                                                                       | Reti                                                                  | 0                                                                     |                                                                       |

| Cronologia completa delle presenze e delle reti in nazionale ― Spagna under 21 | Cronologia completa delle presenze e delle reti in nazionale ― Spagna under 21 | Cronologia completa delle presenze e delle reti in nazionale ― Spagna under 21 | Cronologia completa delle presenze e delle reti in nazionale ― Spagna under 21 | Cronologia completa delle presenze e delle reti in nazionale ― Spagna under 21 | Cronologia completa delle presenze e delle reti in nazionale ― Spagna under 21 | Cronologia completa delle presenze e delle reti in nazionale ― Spagna under 21 | Cronologia completa delle presenze e delle reti in nazionale ― Spagna under 21 |
| Data                                                                           | Città                                                                          | In casa                                                                        | Risultato                                                                      | Ospiti                                                                         | Competizione                                                                   | Reti                                                                           | Note                                                                           |
| ------------------------------------------------------------------------------ | ------------------------------------------------------------------------------ | ------------------------------------------------------------------------------ | ------------------------------------------------------------------------------ | ------------------------------------------------------------------------------ | ------------------------------------------------------------------------------ | ------------------------------------------------------------------------------ | ------------------------------------------------------------------------------ |
| 10-9-2019                                                                      | Castellón de la Plana                                                          | Spagna under 21                                                                | 2 – 0                                                                          | Montenegro under 21                                                            | Qual. Europeo Under-21 2021                                                    | -                                                                              | 46’                                                                            |
| 14-11-2019                                                                     | Alcorcón                                                                       | Spagna under 21                                                                | 3 – 0                                                                          | Macedonia del Nord under 21                                                    | Qual. Europeo Under-21 2021                                                    | -                                                                              | 46’                                                                            |
| 19-11-2019                                                                     | Ramat Gan                                                                      | Israele under 21                                                               | 1 – 1                                                                          | Spagna under 21                                                                | Qual. Europeo Under-21 2021                                                    | -                                                                              | 70’                                                                            |
| 24-3-2021                                                                      | Maribor                                                                        | Slovenia under 21                                                              | 0 – 3                                                                          | Spagna under 21                                                                | Europeo Under-21 2021 - 1º turno                                               | -                                                                              | 84’                                                                            |
| 27-3-2021                                                                      | Maribor                                                                        | Spagna under 21                                                                | 0 – 0                                                                          | Italia under 21                                                                | Europeo Under-21 2021 - 1º turno                                               | -                                                                              |                                                                                |
| 30-3-2021                                                                      | Celje                                                                          | Spagna under 21                                                                | 2 – 0                                                                          | Rep. Ceca under 21                                                             | Europeo Under-21 2021 - 1º turno                                               | -                                                                              | 65’                                                                            |
| 2-6-2021                                                                       | Celje                                                                          | Spagna under 21                                                                | 0 – 1                                                                          | Portogallo under 21                                                            | Europeo Under-21 2021 - Semifinale                                             | -                                                                              | 82’                                                                            |
| 8-10-2021                                                                      | Siviglia                                                                       | Spagna under 21                                                                | 3 – 2                                                                          | Slovacchia under 21                                                            | Qual. Europeo Under-21 2023                                                    | -                                                                              |                                                                                |
| 12-10-2021                                                                     | Siviglia                                                                       | Spagna under 21                                                                | 3 – 0                                                                          | Irlanda del Nord under 21                                                      | Qual. Europeo Under-21 2023                                                    | 1                                                                              |                                                                                |
| 12-11-2021                                                                     | Gozo                                                                           | Malta under 21                                                                 | 0 – 5                                                                          | Spagna under 21                                                                | Qual. Europeo Under-21 2023                                                    | 2                                                                              | Cap.                                                                           |
| 16-11-2021                                                                     | Mosca                                                                          | Russia under 21                                                                | 1 – 0                                                                          | Spagna under 21                                                                | Qual. Europeo Under-21 2023                                                    | -                                                                              | Cap. 83’                                                                       |
| 25-3-2022                                                                      | Talavera de la Reina                                                           | Spagna under 21                                                                | 8 – 0                                                                          | Lituania under 21                                                              | Qual. Europeo Under-21 2023                                                    | 1                                                                              | 46’                                                                            |
| 29-3-2022                                                                      | Žilina                                                                         | Slovacchia under 21                                                            | 2 – 3                                                                          | Spagna under 21                                                                | Qual. Europeo Under-21 2023                                                    | -                                                                              | Cap.                                                                           |
| 3-6-2022                                                                       | Larne                                                                          | Irlanda del Nord under 21                                                      | 0 – 6                                                                          | Spagna under 21                                                                | Qual. Europeo Under-21 2023                                                    | 1                                                                              | Cap. 15’ 46’                                                                   |
| 7-6-2022                                                                       | Melilla                                                                        | Spagna under 21                                                                | 7 – 1                                                                          | Malta under 21                                                                 | Qual. Europeo Under-21 2023                                                    | 2                                                                              | Cap. 63’                                                                       |
| 22-9-2022                                                                      | Cluj-Napoca                                                                    | Romania under 21                                                               | 1 – 4                                                                          | Spagna under 21                                                                | Amichevole                                                                     | 2                                                                              | 71’                                                                            |
| 27-9-2022                                                                      | Huesca                                                                         | Spagna under 21                                                                | 3 – 0                                                                          | Norvegia under 21                                                              | Amichevole                                                                     | 1                                                                              | 75’                                                                            |
| 18-11-2022                                                                     | Siviglia                                                                       | Spagna under 21                                                                | 2 – 0                                                                          | Giappone under 21                                                              | Amichevole                                                                     | -                                                                              | Cap. 74’                                                                       |
| 24-3-2023                                                                      | Almería                                                                        | Spagna under 21                                                                | 2 – 0                                                                          | Svizzera under 21                                                              | Amichevole                                                                     | -                                                                              | Cap. 65’                                                                       |
| 28-3-2023                                                                      | Vannes                                                                         | Francia under 21                                                               | 0 – 0                                                                          | Spagna under 21                                                                | Amichevole                                                                     | -                                                                              | Cap. 63’                                                                       |
| 13-6-2023                                                                      | Las Rozas de Madrid                                                            | Spagna under 21                                                                | 1 – 1                                                                          | Messico under 21                                                               | Amichevole                                                                     | -                                                                              | 46’                                                                            |
| 21-6-2023                                                                      | Bucarest                                                                       | Romania under 21                                                               | 0 – 3                                                                          | Spagna under 21                                                                | Europeo Under-21 2023 - 1º turno                                               | -                                                                              | Cap. 86’                                                                       |
| 24-6-2023                                                                      | Bucarest                                                                       | Spagna under 21                                                                | 1 – 0                                                                          | Croazia under 21                                                               | Europeo Under-21 2023 - 1º turno                                               | 1                                                                              | Cap. 74’                                                                       |
| 27-6-2023                                                                      | Bucarest                                                                       | Spagna under 21                                                                | 2 – 2                                                                          | Ucraina under 21                                                               | Europeo Under-21 2023 - 1º turno                                               | 1                                                                              | 64’                                                                            |
| 1-7-2023                                                                       | Bucarest                                                                       | Spagna under 21                                                                | 2 – 1 dts                                                                      | Svizzera under 21                                                              | Europeo Under-21 2023 - Quarti di finale                                       | -                                                                              | Cap.                                                                           |
| 5-7-2023                                                                       | Bucarest                                                                       | Spagna under 21                                                                | 5 – 1                                                                          | Ucraina under 21                                                               | Europeo Under-21 2023 - Semifinale                                             | 1                                                                              | Cap.                                                                           |
| 8-7-2023                                                                       | Batumi                                                                         | Inghilterra under 21                                                           | 1 – 0                                                                          | Spagna under 21                                                                | Europeo Under-21 2023 - Finale                                                 | -                                                                              | Cap.                                                                           |
| Totale                                                                         |                                                                                | Presenze                                                                       | 27                                                                             |                                                                                | Reti                                                                           | 13                                                                             |                                                                                |

| Cronologia completa delle presenze e delle reti in nazionale ― Spagna under 19 | Cronologia completa delle presenze e delle reti in nazionale ― Spagna under 19 | Cronologia completa delle presenze e delle reti in nazionale ― Spagna under 19 | Cronologia completa delle presenze e delle reti in nazionale ― Spagna under 19 | Cronologia completa delle presenze e delle reti in nazionale ― Spagna under 19 | Cronologia completa delle presenze e delle reti in nazionale ― Spagna under 19 | Cronologia completa delle presenze e delle reti in nazionale ― Spagna under 19 | Cronologia completa delle presenze e delle reti in nazionale ― Spagna under 19 |
| Data                                                                           | Città                                                                          | In casa                                                                        | Risultato                                                                      | Ospiti                                                                         | Competizione                                                                   | Reti                                                                           | Note                                                                           |
| ------------------------------------------------------------------------------ | ------------------------------------------------------------------------------ | ------------------------------------------------------------------------------ | ------------------------------------------------------------------------------ | ------------------------------------------------------------------------------ | ------------------------------------------------------------------------------ | ------------------------------------------------------------------------------ | ------------------------------------------------------------------------------ |
| 14-11-2017                                                                     | Setúbal                                                                        | Portogallo under 19                                                            | 2 – 1                                                                          | Spagna under 19                                                                | Amichevole                                                                     | -                                                                              | 63’                                                                            |
| 17-1-2018                                                                      | Guadalajara                                                                    | Spagna under 19                                                                | 2 – 0                                                                          | Italia under 19                                                                | Amichevole                                                                     | -                                                                              | 85’                                                                            |
| 21-3-2018                                                                      | Benidorm                                                                       | Spagna under 19                                                                | 0 – 0                                                                          | Bulgaria under 19                                                              | Qual. Europeo Under-19 2018                                                    | -                                                                              |                                                                                |
| 24-3-2018                                                                      | Benidorm                                                                       | Spagna under 19                                                                | 3 – 0                                                                          | Belgio under 19                                                                | Qual. Europeo Under-19 2018                                                    | 2                                                                              |                                                                                |
| 27-3-2018                                                                      | Benidorm                                                                       | Francia under 19                                                               | 4 – 2                                                                          | Spagna under 19                                                                | Qual. Europeo Under-19 2018                                                    | 1                                                                              | 77’                                                                            |
| 10-10-2018                                                                     | Münchenstein                                                                   | Spagna under 19                                                                | 5 – 0                                                                          | Andorra under 19                                                               | Qual. Europeo Under-19 2019                                                    | 1                                                                              | Cap.                                                                           |
| 13-10-2018                                                                     | Münchenstein                                                                   | Spagna under 19                                                                | 3 – 0                                                                          | Bielorussia under 19                                                           | Qual. Europeo Under-19 2019                                                    | 1                                                                              | Cap. - 82’                                                                     |
| 16-10-2018                                                                     | Münchenstein                                                                   | Svizzera under 19                                                              | 1 – 2                                                                          | Spagna under 19                                                                | Qual. Europeo Under-19 2019                                                    | -                                                                              | Cap. - 90’                                                                     |
| 14-11-2018                                                                     | San Pedro del Pinatar                                                          | Spagna under 19                                                                | 0 – 0                                                                          | Norvegia under 19                                                              | Amichevole                                                                     | -                                                                              | Cap. - 46’                                                                     |
| 12-2-2019                                                                      | Marbella                                                                       | Spagna under 19                                                                | 2 – 0                                                                          | Azerbaigian under 19                                                           | Amichevole                                                                     | -                                                                              | 69’                                                                            |
| 14-2-2019                                                                      | Marbella                                                                       | Spagna under 19                                                                | 1 – 1                                                                          | Scozia under 19                                                                | Amichevole                                                                     | -                                                                              | Cap. - 58’                                                                     |
| 20-3-2019                                                                      | Assen                                                                          | Spagna under 19                                                                | 1 – 1                                                                          | Slovenia under 19                                                              | Qual. Europeo Under-19 2019                                                    | 1                                                                              | Cap. - 80’                                                                     |
| 23-3-2019                                                                      | Hardenberg                                                                     | Spagna under 19                                                                | 5 – 1                                                                          | Galles under 19                                                                | Qual. Europeo Under-19 2019                                                    | -                                                                              | Cap.                                                                           |
| 26-3-2019                                                                      | Hardenberg                                                                     | Paesi Bassi under 19                                                           | 0 – 1                                                                          | Spagna under 19                                                                | Qual. Europeo Under-19 2019                                                    | -                                                                              | Cap.                                                                           |
| 17-7-2019                                                                      | Erevan                                                                         | Portogallo under 19                                                            | 1 – 1                                                                          | Spagna under 19                                                                | Europeo Under-19 2019 - 1º turno                                               | -                                                                              | Cap. - 90’                                                                     |
| 20-7-2019                                                                      | Erevan                                                                         | Spagna under 19                                                                | 2 – 1                                                                          | Italia under 19                                                                | Europeo Under-19 2019 - 1º turno                                               | 1                                                                              | Cap. - 90'+1’                                                                  |
| 24-7-2019                                                                      | Erevan                                                                         | Francia under 19                                                               | 0 – 0 dts (3 – 4 dtr)                                                          | Spagna under 19                                                                | Europeo Under-19 2019 - Semifinale                                             | -                                                                              | Cap. - 110’                                                                    |
| 27-7-2019                                                                      | Erevan                                                                         | Portogallo under 19                                                            | 0 – 2                                                                          | Spagna under 19                                                                | Europeo Under-19 2019 - Finale                                                 | -                                                                              | Cap. - 90’                                                                     |
| Totale                                                                         |                                                                                | Presenze                                                                       | 18                                                                             |                                                                                | Reti                                                                           | 7                                                                              |                                                                                |

| Cronologia completa delle presenze e delle reti in nazionale ― Spagna under 18 | Cronologia completa delle presenze e delle reti in nazionale ― Spagna under 18 | Cronologia completa delle presenze e delle reti in nazionale ― Spagna under 18 | Cronologia completa delle presenze e delle reti in nazionale ― Spagna under 18 | Cronologia completa delle presenze e delle reti in nazionale ― Spagna under 18 | Cronologia completa delle presenze e delle reti in nazionale ― Spagna under 18 | Cronologia completa delle presenze e delle reti in nazionale ― Spagna under 18 | Cronologia completa delle presenze e delle reti in nazionale ― Spagna under 18 |
| Data                                                                           | Città                                                                          | In casa                                                                        | Risultato                                                                      | Ospiti                                                                         | Competizione                                                                   | Reti                                                                           | Note                                                                           |
| ------------------------------------------------------------------------------ | ------------------------------------------------------------------------------ | ------------------------------------------------------------------------------ | ------------------------------------------------------------------------------ | ------------------------------------------------------------------------------ | ------------------------------------------------------------------------------ | ------------------------------------------------------------------------------ | ------------------------------------------------------------------------------ |
| 22-6-2018                                                                      | Reus                                                                           | Algeria under 18                                                               | 1 – 4                                                                          | Spagna under 18                                                                | Giochi del Mediterraneo 2018                                                   | 2                                                                              | Cap. - 46’                                                                     |
| 24-6-2018                                                                      | Reus                                                                           | Spagna under 18                                                                | 2 – 1                                                                          | Bosnia ed Erzegovina under 18                                                  | Giochi del Mediterraneo 2018                                                   | 1                                                                              | Cap. - 60’                                                                     |
| 28-6-2018                                                                      | La Pobla de Mafumet                                                            | Spagna under 18                                                                | 2 – 1                                                                          | Marocco under 18                                                               | Giochi del Mediterraneo 2018                                                   | 1                                                                              | Cap.                                                                           |
| 30-6-2018                                                                      | Reus                                                                           | Italia under 18                                                                | 2 – 3                                                                          | Spagna under 18                                                                | Giochi del Mediterraneo 2018                                                   | 3                                                                              | Cap.                                                                           |
| Totale                                                                         |                                                                                | Presenze                                                                       | 4                                                                              |                                                                                | Reti                                                                           | 7                                                                              |                                                                                |

## Palmarès

### Club

#### Competizioni giovanili
- UEFA Youth League: 1

Barcellona: 2017-2018

#### Competizioni nazionali
- Campionato spagnolo: 1

Barcellona: 2018-2019
- Coppa del Portogallo: 1

Braga: 2020-2021
- Coppa di Lega portoghese: 1

Braga: 2023-2024

### Nazionale
- Campionato d'Europa Under-17: 1

Croazia 2017
- Giochi del Mediterraneo: 1

 Tarragona 2018
- Campionato d'Europa Under-19: 1

Armenia 2019
- Oro olimpico: 1

2024

### Individuale
- Capocannoniere dei Giochi del Mediterraneo: 1

Tarragona 2018 (7 gol)
- Capocannoniere dell'Europeo Under-21: 1

Romania-Georgia 2023 (3 gol)
- Squadra del torneo degli Europei Under-21:

Romania-Georgia 2023